# Climat du Tarn
Le climat du Tarn se caractérise par un climat océanique dégradé, influencé par le relief et par un climat méditerranéen dégradé (Albi).

## Généralités

### Climat océanique
Le Tarn présente un relief en amphithéâtre ouvert à l'ouest. Il reçoit donc directement une tendance générale océanique qui se traduit par des hivers doux et humides et des printemps pluvieux influencés par le vent d'ouest qui souffle avec modération. 

### Climat montagnard
À l'est et au sud, le relief influence le climat par sa touche montagnarde. Le relief arrête les perturbations d'ouest, en faisant une zone très arrosée (1 600 m sur le plateau d'Anglès). En même temps, le gradient thermique diminue avec le relief. La moyenne des températures annuelles donne 4 °C d'écart entre Lavaur et Lacaune. Dans cette dernière ville, il gèle 100 jours par an ; une petite station de randonnée nordique en ski de fond ou raquettes ouvre lors des épisodes neigeux.

### Climat méditerranéen
Lors des épisodes où souffle le vent d'Autan, l'influence est franchement méditerranéenne à Albi. Le relief bloque les perturbations venues du sud et derrière le relief, le vent donne un effet de foehn. La force du vent diminue du couloir Mazamet-Castres en montant vers le nord. Dans le vignoble gaillacois, la douceur sèche du vent est un des facteurs de la bonne maturité du raisin en septembre-octobre. 
En revanche, au sud du département, le climat méditerranéen peut se traduire par de violents orages. Par exemple, lors de l'épisode méditerranéen des 12 et 13 novembre 1999, Rouairoux a reçu 420 mm d'eau en 48 heures et Murat-sur-Vèbre 410 mm. Ces précipitations ont causé la mort de 5 personnes : 4 ont été emportées par un glissement de terrain à Labastide-Rouairoux et une est morte dans son véhicule.

## Saisons

### Printemps
Il est concerné par des alternances de flux d'ouest humides et flux de sud-est sec et chaud amené par le vent d'Autan. Ce vent peut provoquer de brusque changement : assèchement rapide du sol de surface, hausse de plus de 10 °C en une journée... Il souffle en rafales et peut agacer les gens ; ces derniers l'ont d'ailleurs surnommé « vent des fous ».
Cette période concentre 35 % des précipitations annuelles. 

### Été
C'est une saison chaude et sèche marquée par les épisodes longs de remontée dans l'Atlantique de l'anticyclone des Açores. Quelques orages d'été peuvent avoir un effet dévastateur s'il est accompagné de grêle.
Les phases de vent d'Autan sont redoutées par les agriculteurs : le vent sec et chaud amène des périodes suffocantes qui font souffrir les cultures et les habitants, particulièrement entre Albi et Lavaur. Plus au sud, vers Castres, le vent est moins chaud, brassant de l'air venu de la montagne, mais aussi asséchant par l'effet d'évapotranspiration. En revanche, il éloigne les cellules orageuses.

### Automne
Le début septembre est chaud, dans la continuité de l'été, souvent interrompu par des perturbations océaniques qui peuvent prendre un caractère orageux et font baisser les températures. Un retour de l'anticyclone peut amener une belle arrière saison qui peut se prolonger jusqu'à Noël : cette période, qualifiée d'été indien tarnais, est apprécié des agriculteurs, que ce soit les vignerons de Gaillac ou les maïsiculteurs, le sec accélérant la maturité des récoltes.
Des orages méditerranéens peuvent survenir sur le sud du département, dans la vallée du Thoré.
Un épisode froid, parfois neigeux sur les reliefs, s'invitait régulièrement début novembre. Cet épisode tend à disparaître depuis les années 1990, un effet probable du réchauffement climatique.

### Hiver
Il est relativement doux, même si des épisodes de froids peuvent intervenir, amenées par des flux de nord-est. La gelée peut être sévère et la neige abondante en montagne, mais rarement en plaine, à la rencontre de l'air chaud et humide et du vent sibérien. 
Le vent d'Autan souffle plus exceptionnellement, mais provoque des écart de températures qui peuvent atteindre 10 °C sur 20 km de distance. Les périodes calmes sont marquées par du brouillard qui peut durer plusieurs jours. 

## Station climatique d'Albi
| Mois                                | jan.  | fév.  | mars | avril | mai   | juin  | jui.  | août  | sep.  | oct.  | nov. | déc.  | année |
| ----------------------------------- | ----- | ----- | ---- | ----- | ----- | ----- | ----- | ----- | ----- | ----- | ---- | ----- | ----- |
| Température minimale moyenne (°C)   | 1,4   | 1,7   | 3,8  | 6,2   | 10,2  | 13,6  | 15,8  | 15,6  | 12,3  | 9,5   | 4,9  | 2,1   | 8,1   |
| Température moyenne (°C)            | 5,4   | 6,4   | 9,3  | 11,8  | 15,9  | 19,6  | 22,3  | 22    | 18,5  | 14,6  | 9    | 6     | 13,4  |
| Température maximale moyenne (°C)   | 9,4   | 11,2  | 14,7 | 17,4  | 21,6  | 25,5  | 28,7  | 28,4  | 24,7  | 19,7  | 13,2 | 9,8   | 18,7  |
| Record de froid (°C)                | −20,4 | −12   | −9,8 | −2,9  | −0,2  | 4,3   | 6,5   | 4,9   | 1     | −2,7  | −9,4 | −10,5 | −20,4 |
| Record de chaleur (°C)              | 19,5  | 24,7  | 28,3 | 29,9  | 33,5  | 40,5  | 40,8  | 41,4  | 36,4  | 31,4  | 25,2 | 21    | 41,4  |
| Ensoleillement (h)                  | 96,6  | 118,6 | 177  | 183,6 | 219,3 | 244,9 | 270,6 | 255,7 | 213,5 | 154,1 | 92,7 | 86,8  | 2 113 |
| Précipitations (mm)                 | 55,9  | 53,1  | 51,5 | 82    | 79,9  | 64,4  | 40,6  | 55,9  | 57,1  | 65,4  | 60   | 65,1  | 730,9 |
| Nombre de jours avec précipitations | 10    | 8     | 9    | 10    | 10    | 7     | 5     | 7     | 7     | 9     | 10   | 10    | 102   |

| Mois                                   | janvier | février | mars | avril | mai | juin | juillet | août | septembre | octobre | novembre | décembre | total année |
| -------------------------------------- | ------- | ------- | ---- | ----- | --- | ---- | ------- | ---- | --------- | ------- | -------- | -------- | ----------- |
| nombre moyen d’heures d’ensoleillement | 97      | 119     | 177  | 184   | 219 | 245  | 271     | 256  | 213       | 154     | 93       | 87       | 2113        |

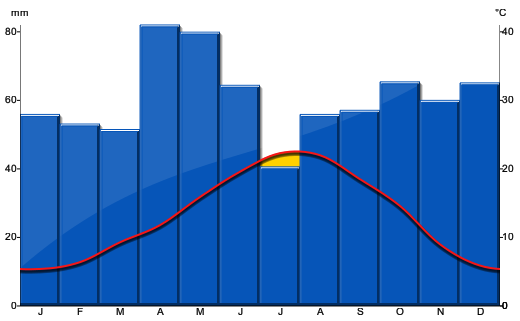
diagramme ombrothermique d’Albi

Tableau comparatif des données météorologiques d'Albi et de quelques villes françaises
| Ville             | Ensoleillement · (h/an) | Pluie · (mm/an) | Neige · (j/an) | Orage · (j/an) | Brouillard · (j/an) |
| ----------------- | ----------------------- | --------------- | -------------- | -------------- | ------------------- |
| Médiane nationale | 1 852                   | 835             | 16             | 25             | 50                  |
| Albi              | 2 113                   | 551             | 4              | 22             | 20                  |
| Paris             | 1 717                   | 634             | 13             | 20             | 26                  |
| Nice              | 2 760                   | 791             | 1              | 28             | 2                   |
| Strasbourg        | 1 747                   | 636             | 26             | 28             | 69                  |
| Brest             | 1 555                   | 1 230           | 6              | 12             | 78                  |
| Bordeaux          | 2 070                   | 987             | 3              | 32             | 78                  |

Techniquement, la station d'Albi aurait un climat marginalement supra-méditerranéen ou méditerranéen dégradé car le mois de juillet est un mois sec où P < 2 T et donc satisfait l'indice de Gaussen. Selon la classification de Köppen, le climat d'Albi n'est pas méditerranéen car le minimum pluviométrique de juillet n'est pas significatif par rapport aux mois d'hiver (ratio de ⅓ non satisfait).

## Station climatique de Castres
Le climat castrais est très particulier. On parle en climatologie pour le Tarn de climat de l'Aquitaine orientale mais il présente ici une différence notable avec le climat aquitain grâce aux deux influences méditerranéenne et montagnarde.
Du climat aquitain il faut relever des températures moyennes annuelles plutôt douces et un régime pluviométrique marqué par des pluies hivernales et printanières avec un maximum en mai. La région de Castres enregistre environ 850 mm d'eau annuellement. Mais l'influence du climat méditerranéen devient forte de la mi-juin à la mi-octobre avec des épisodes de sécheresse marquée et des températures estivales d'autant plus élevées que l'influence de la mer y est absente. Ainsi le nombre de jours à plus de 30 °C y est de l'ordre de 30 jours par an en moyenne et à plus de 35 °C autour de cinq jours.
En hiver, au contraire, c'est la proximité de la montagne, tant à l'Est (avec le massif granitique du Sidobre qui culmine à 700 m d'altitude) qu'au sud avec la montagne Noire (1 210 m au pic de Nore) qui crée les conditions de phénomènes hivernaux plus fréquents qu'à une altitude comparable dans le reste de la région.
Ce micro-climat est marqué par le phénomène du vent d'autan. Plus encore que ses voisines de Revel ou de Saint-Félix, Castres peut être considérée comme la capitale du vent d'Autan ; ce vent de sud-est qui touche la majeure partie de la région Midi-Pyrénées (sauf la bordure pyrénéenne et l'Ouest du Gers) est provoqué par le resserrement géographique entre le Massif central et la chaîne des Pyrénées. La présence d'un gradient de pression positif entre l'est et l'ouest de la région suffit à le provoquer. Vent très turbulent, marqué par de violentes rafales, il souffle à plus de 60 km/h environ 70 jours par an et à plus de 100 km/h de trois à cinq jours par an. On parle d'Autan blanc lorsque les conditions anticycloniques dominent sur la France, le ciel est alors à Castres peu nuageux tandis qu'une bande nuageuse surmonte la montagne Noire au sud-est de Castres (et il n'est pas rare qu'il bruine sur l'Aude ou sur l'Hérault sous des nuages bas portés depuis la mer).
Lorsque la dépression se forme sur le golfe de Gascogne ou sur l'Aragon (Espagne), on va alors avoir un ciel beaucoup plus nuageux et le vent se déchaîne de jour comme de nuit jusqu'à ce qu'avec l'arrivée de la pluie (et de la dépression associée) le gradient s'inverse et c'est le vent d'ouest ou de nord-ouest qui prend le relais. La rose des vents de Castres présente une quasi symétrie entre vent d'ouest et vent de sud-est et on peut y noter une absence complète de vents venant des directions nord-est ou sud-ouest. Le vent de nord-ouest y est le plus fréquent mais le vent d'Autan le plus fort. Fortement lié à un effet de foehn au versant nord-ouest de la montagne Noire, le vent d'Autan est extrêmement turbulent. Cette turbulence correspond à des micro-variations de pression qui sont fortement ressenties par les personnes sujettes à migraine. Vent chaud en hiver, on dit du vent d'Autan qu'il est le « charbon du pauvre », aussi appelé le vent des fous.
Avec un peu plus de 2 000 heures d'ensoleillement annuel, la ville de Castres est dans la moyenne d'ensoleillement de villes comme Albi, Montauban ou Toulouse mais loin des voisines méditerranéennes que sont Béziers ou Narbonne (plus de 2 500 heures). Une caractéristique notable du climat castrais, c'est la très faible occurrence de brouillard malgré la présence des nombreux cours d'eau.
Entre 1958 et 2011, le record de précipitations à Castres en 24 heures s'élève à 136,5 mm, relevé effectué au centre de secours principal le 5 juin 2003, lors d'un orage violent ayant provoqué de forts débordements des ruisseaux du Travet, du Rosé et de la Badayre notamment.
Le record de vent relevé sur l'aéroport de Castres-Mazamet s'élève quant à lui à 133 km/h enregistré les 7 et 8 février 1996.
La station météorologique de Météo-France installée sur la commune et en service de 1992 à 2012 permet de connaître l'évolution des indicateurs météorologiques. Le tableau détaillé pour la période 1981-2010 est présenté ci-après.
| Mois                                  | jan.            | fév.            | mars          | avril           | mai          | juin          | jui.          | août           | sep.          | oct.            | nov.            | déc.          | année    |
| ------------------------------------- | --------------- | --------------- | ------------- | --------------- | ------------ | ------------- | ------------- | -------------- | ------------- | --------------- | --------------- | ------------- | -------- |
| Température minimale moyenne (°C)     | 3               | 3,1             | 4,9           | 7,4             | 11,7         | 14,8          | 16,6          | 16,7           | 13,1          | 10,9            | 5,9             | 3,4           | 9,3      |
| Température moyenne (°C)              | 6,6             | 7,5             | 10,3          | 12,9            | 17,2         | 20,7          | 23            | 23,2           | 19,2          | 15,5            | 9,7             | 6,7           | 14,4     |
| Température maximale moyenne (°C)     | 10,2            | 11,8            | 15,7          | 18,4            | 22,7         | 26,7          | 29,4          | 29,7           | 25,2          | 20,1            | 13,5            | 10,1          | 19,5     |
| Record de froid (°C) date du record   | −7,9 05.01.1995 | −12 13.02.12    | −9 01.03.05   | −1,5 04.04.1996 | 2,5 01.05.04 | 4,5 01.06.06  | 8,4 17.07.00  | 6,6 31.08.1995 | 4 26.09.02    | −2 30.10.12     | −7,4 22.11.1998 | −9,5 25.12.01 | −12 2012 |
| Record de chaleur (°C) date du record | 19,3 29.01.02   | 24,6 28.02.1997 | 28,5 24.03.01 | 31,7 24.04.07   | 34 30.05.01  | 39,3 21.06.03 | 40,8 26.07.06 | 43 13.08.03    | 38,1 03.09.05 | 30,8 08.10.1997 | 24,4 03.11.05   | 21,5 08.12.10 | 43 2003  |
| Précipitations (mm)                   | 70,2            | 53,6            | 59,7          | 90,4            | 86,8         | 79,1          | 40,9          | 64,2           | 71,6          | 75,1            | 81,1            | 76,4          | 849,1    |

## Sources